# Nico Williams
Nicholas Williams Arthuer (Pamplona, 12 de julio de 2002) es un futbolista español de ascendencia ghanesa, que juega de extremo en el Athletic Club de la Primera División de España. Es internacional absoluto con la selección de fútbol de España.
Se incorporó a la cantera del Athletic Club en 2013, ascendió al filial en 2020 y al primer equipo un año después, convirtiéndose en compañero de su hermano mayor, Iñaki Williams. Williams debutó con la selección absoluta de España en 2022. Formó parte de las selecciones de la Copa Mundial de la FIFA 2022 y la Eurocopa 2024, marcando un gol y siendo nombrado «jugador del partido» en la final de esta última, donde España ganó el torneo.

## Trayectoria

### Inicios
Nico nació en Pamplona, donde su familia se había instalado cuando su hermano Iñaki iba a comenzar el colegio. En un principio residieron en el barrio de Errotxapea, aunque posteriormente se mudaron al barrio de Buztintxuri.
Comenzó a jugar en el J. D. San Jorge, club que toma nombre de un barrio de Pamplona, con seis años. En 2010 se incorporó al C. D. Pamplona, club convenido del Athletic Club, donde también jugaba su hermano Iñaki. En 2012 empezó a jugar en el Alevín B de CA Osasuna. Un año más tarde, en 2013, se unió a la cantera del Athletic Club para poder vivir junto a Iñaki y su madre en un piso de Bilbao.
En la temporada 2019-20 anotó seis goles con el equipo juvenil e hizo su debut con el segundo filial, el C. D. Basconia, en Tercera División. En mayo de 2020 promocionó al Bilbao Athletic de Segunda B bajo las órdenes de Joseba Etxeberria.

### Athletic Club
El 28 de abril de 2021, después de haber anotado nueve tantos con el filial, debutó en Primera División en un empate en San Mamés ante el Real Valladolid (2-2). En dicho partido coincidió con su hermano Iñaki, siendo la primera pareja de hermanos en jugar con el club rojiblanco desde los hermanos Salinas en 1986.
Fue uno de los elegidos para hacer la pretemporada con el Athletic Club en el verano de 2021. Finalmente, el técnico Marcelino decidió que se quedara en la primera plantilla. En su primera campaña tuvo, principalmente, un papel de revulsivo en la segunda mitad. El 6 de enero de 2022 marcó un doblete frente al Atlético Mancha Real, en Copa del Rey, logrando así sus primeros goles como jugador rojiblanco. Una semana más tarde anotó el tanto del triunfo, frente al Atlético de Madrid (1-2), en las semifinales de la Supercopa de España.
El nuevo entrenador, Ernesto Valverde, le dio la titularidad de cara a la temporada 2022-23. El 11 de septiembre de 2022 marcó su primer tanto en Primera División, frente al Elche C. F. (1-4), en el Martínez Valero al igual que su hermano Iñaki en 2015. Una semana después anotó el tercer tanto del Athletic Club en el triunfo, en San Mamés, ante el Rayo Vallecano (3-2).El 30 de septiembre asistió a su hermano y marcó en la goleada ante la U. D. Almería (4-0). El 13 de noviembre, en el último partido antes del Mundial, anotó el segundo tanto ante la U. D. Alzira en la primera ronda de Copa. El 26 de enero de 2023 adelantó al filo del descanso al club rojiblanco ante el Valencia (1-3), en Mestalla, en los cuartos de final de Copa. El 11 de febrero volvió a anotar en Mestalla, en un nuevo triunfo frente al club ché (1-2), tras una gran acción individual.
El 8 de abril marcó el segundo tanto del encuentro, en el RCDE Stadium, frente al R. C. D. Espanyol (1-2) que supuso la primera victoria liguera en veinticinco años. Cuatro días antes, el joven se borró temporalmente las redes sociales después de recibir insultos tras la vuelta de semifinales de Copa frente a Osasuna. El 22 de abril adelantó al equipo rojiblanco en el triunfo frente a la U. D. Almería (1-2).
El 19 de agosto dio dos asistencias en el triunfo, en El Sadar, frente a Osasuna (0-2). Una semana después provocó dos penaltis en la remontada, en San Mamés, frente al Real Betis (4-2). El 5 de noviembre marcó un gol y dio una asistencia en el triunfo frente al Villarreal (2-3). Tras muchas especulaciones, el 1 de diciembre renovó su contrato con el Athletic hasta junio de 2027. Un día más tarde cerró la goleada frente al Rayo Vallecano (4-0). El 16 de diciembre marcó en la victoria frente al Atlético de Madrid (2-0) en un día marcado por la celebración del 125 aniversario del club.
El 24 de enero de 2024 fue decisivo en la clasificación a semifinales de Copa del Rey tras dar una asistencia y marcar un tanto frente al F. C. Barcelona (4-2). El 29 de febrero marcó en la goleada frente al Atlético de Madrid (3-0) en la vuelta de semifinales de Copa. El 6 de abril fue titular en la final de Copa frente al R. C. D. Mallorca (1-1; 4-2 pen.), donde fue elegido mejor jugador de la final y dio la asistencia del gol del empate. El 3 de mayo, en su partido número cien en Primera División, dio dos asistencias de gol a su hermano Iñaki frente al Getafe (0-2). El 25 de mayo anotó el gol del triunfo frente al Rayo Vallecano (0-1), que permitió al club rojiblanco alcanzar los 68 puntos.
De cara a la temporada 2024-25 cambió de dorsal y pasó a llevar el "10", que había dejado libre Iker Muniain. El 4 de septiembre fue uno de los treinta nominados al Balón de Oro 2024, siendo el primer jugador del Athletic Club en la historia en conseguirlo. El 15 de septiembre marcó en la victoria ante la U. D. Las Palmas (2-3).El 3 de octubre dio una asistencia de gol a Iñaki Williams para abrir el marcador, en Liga Europa, frente al AZ Alkmaar (2-0). El 24 de octubre anotó el único tanto del encuentro frente al Slavia Praga. Un mes después asistió a Oihan Sancet en el único gol del derbi vasco, en San Mamés, frente a la Real Sociedad. El 30 de enero de 2025 marcó en el triunfo, en Liga Europa, frente al Viktoria Pilsen (3-1). El 23 de febrero anotó un doblete en la histórica goleada al Real Valladolid (7-1). El 9 de marzo marcó con un remate de cabeza el tanto del empate frente al RCD Mallorca (1-1). Cuatro días después consiguió un doblete para lograr el pase a cuartos de final de la Liga Europa frente a la AS Roma (3-1).El 13 de abril marcó en la victoria frente al Rayo Vallecano (3-1). El 17 de abril certificó, con un gol de cabeza, la clasificación a semifinales de Liga Europa ante el Rangers (2-0).
El 4 de julio de 2025, Williams renovó con el Athletic Club hasta 2035, y su cláusula aumentó más de un 50 %.

## Selección nacional

### Categorías inferiores
Fue internacional con la selección española sub-18 en enero de 2020, anotando dos goles en la Copa Atlántico. En febrero de 2021 fue convocado para un stage de preparación de la selección sub-19.
El 26 de agosto de 2021 fue convocado por la selección española sub-21 para disputar dos partidos clasificatorios para la Eurocopa sub-21. El 3 de septiembre debutó en un encuentro frente a Rusia (4-1) sustituyendo a Bryan Gil en el minuto 80.

### Selección absoluta
El 16 de septiembre de 2022 fue convocado por Luis Enrique para los encuentros correspondientes de la Liga de Naciones de la UEFA de la selección española ante Suiza y Portugal. El 24 de septiembre debutó ante Suiza, en La Romareda, en una derrota por 1 a 2 sustituyendo a Pablo Sarabia en el minuto 63. El 27 de septiembre asistió de cabeza a Morata, en el minuto 88, en el último partido de fase de grupos de la Liga de Naciones de la UEFA 2022-23, derrotando así a Portugal (0-1) y accediendo a la fase final del torneo.
El 11 de noviembre fue convocado para participar en el Mundial de Catar junto a su compañero Unai Simón. El 17 de noviembre marcó su primer gol como internacional, en el minuto 84, en un amistoso ante Jordania. El 23 de noviembre debutó en el Mundial frente a Costa Rica (7-0) sustituyendo a Marco Asensio.
El 8 de septiembre de 2023 marcó el gol 1500 de la historia de la selección española y dio una asistencia al debutante Lamine Yamal en la goleada ante Georgia (1-7). Cuatro días después dio dos asistencias en la primera mitad, antes de retirarse lesionado, en el triunfo frente a Chipre (6-0).
El 27 de mayo de 2024 fue convocado para disputar la Eurocopa en Alemania. El 20 de junio fue elegido MVP en el segundo encuentro frente a Italia (1-0). Durante el torneo, continuó siendo uno de los más destacados del equipo español. En la final, disputada el 14 de julio, marcó el primer gol del encuentro ante Inglaterra (2-1). Al término del encuentro, fue elegido MVP de la final y también estuvo incluido en el once ideal del torneo.

### Participaciones en Copas del Mundo
| Mundial           | Sede  | Resultado        | Partidos | Goles |
| ----------------- | ----- | ---------------- | -------- | ----- |
| Copa Mundial 2022 | Catar | Octavos de final | 4        | 0     |

### Participaciones en Eurocopas
| Copa          | Sede     | Resultado | Partidos | Goles |
| ------------- | -------- | --------- | -------- | ----- |
| Eurocopa 2024 | Alemania | Campeón   | 6        | 2     |

#### Goles internacionales
| Goles internacionales con España | Goles internacionales con España | Goles internacionales con España               | Goles internacionales con España | Goles internacionales con España | Goles internacionales con España | Goles internacionales con España                           |
| #                                | Fecha                            | Lugar                                          | Rival                            | Gol                              | Resultado                        | Competición                                                |
| -------------------------------- | -------------------------------- | ---------------------------------------------- | -------------------------------- | -------------------------------- | -------------------------------- | ---------------------------------------------------------- |
| 1.º                              | 17 de noviembre de 2022          | Estadio Internacional de Amán (Amán, Jordania) | Jordania                         | 0-3                              | 1-3                              | Amistoso                                                   |
| 2.º                              | 8 de septiembre de 2023          | Estadio Borís Paichadze (Tiflis, Georgia)      | Georgia                          | 1-6                              | 1-7                              | Clasificación para la Eurocopa 2024                        |
| 3.º                              | 30 de junio de 2024              | Estadio Rhein Energie (Colonia, Alemania)      | Georgia                          | 3-1                              | 4-1                              | Octavos de final de la Eurocopa 2024                       |
| 4.º                              | 14 de julio de 2024              | Estadio Olímpico (Berlín, Alemania)            | Inglaterra                       | 1-0                              | 2-1                              | Final de la Eurocopa 2024                                  |
| 5.º                              | 20 de marzo de 2025              | Stadion Feijenoord (Róterdam, Países Bajos)    | Países Bajos                     | 0-1                              | 2-2                              | Cuartos de final de la Liga de Naciones de la UEFA 2024-25 |
| 6.º                              | 5 de junio de 2025               | MHPArena (Stuttgart, Alemania)                 | Francia                          | 1-0                              | 5-4                              | Semifinales de la Liga de Naciones de la UEFA 2024-25      |

## Estadísticas

### Clubes
Actualizado al último partido disputado el 1 de mayo de 2025.
| Club                     | Div.          | Temporada     | Liga  | Liga  | Liga   | Copas nacionales | Copas nacionales | Copas nacionales | Copas internacionales | Copas internacionales | Copas internacionales | Total | Total | Total  |
| Club                     | Div.          | Temporada     | Part. | Goles | Asist. | Part.            | Goles            | Asist.           | Part.                 | Goles                 | Asist.                | Part. | Goles | Asist. |
| ------------------------ | ------------- | ------------- | ----- | ----- | ------ | ---------------- | ---------------- | ---------------- | --------------------- | --------------------- | --------------------- | ----- | ----- | ------ |
| C. D. Basconia · España  | 3.ª           | 2019-20       | 1     | 0     | 0      | ―                | ―                | ―                | ―                     | ―                     | ―                     | 1     | 0     | 0      |
| C. D. Basconia · España  | Total club    | Total club    | 1     | 0     | 0      | 0                | 0                | 0                | 0                     | 0                     | 0                     | 1     | 0     | 0      |
| Bilbao Athletic · España | 2.ª B         | 2020-21       | 26    | 9     | 12     | ―                | ―                | ―                | ―                     | ―                     | ―                     | 26    | 9     | 12     |
| Bilbao Athletic · España | Total club    | Total club    | 26    | 9     | 12     | 0                | 0                | 0                | 0                     | 0                     | 0                     | 26    | 9     | 12     |
| Athletic Club · España   | 1.ª           | 2020-21       | 2     | 0     | 0      | 0                | 0                | 0                | ―                     | ―                     | ―                     | 2     | 0     | 0      |
| Athletic Club · España   | 1.ª           | 2021-22       | 34    | 0     | 0      | 6                | 3                | 1                | ―                     | ―                     | ―                     | 40    | 3     | 1      |
| Athletic Club · España   | 1.ª           | 2022-23       | 36    | 6     | 5      | 7                | 3                | 1                | ―                     | ―                     | ―                     | 43    | 9     | 6      |
| Athletic Club · España   | 1.ª           | 2023-24       | 31    | 5     | 11     | 6                | 3                | 5                | —                     | —                     | —                     | 37    | 8     | 16     |
| Athletic Club · España   | 1.ª           | 2024-25       | 29    | 5     | 5      | 3                | 1                | 0                | 13                    | 5                     | 3                     | 45    | 11    | 8      |
| Athletic Club · España   | 1.ª           | 2025-26       | 1     | 1     | 1      | 0                | 0                | 0                | 0                     | 0                     | 0                     | 1     | 1     | 1      |
| Athletic Club · España   | Total club    | Total club    | 133   | 17    | 22     | 22               | 10               | 7                | 13                    | 5                     | 3                     | 168   | 32    | 32     |
| Total carrera            | Total carrera | Total carrera | 160   | 26    | 34     | 22               | 10               | 7                | 13                    | 5                     | 3                     | 195   | 41    | 44     |

## Palmarés

### Campeonatos nacionales
| Título       | Equipo        | País   | Año     |
| ------------ | ------------- | ------ | ------- |
| Copa del Rey | Athletic Club | España | 2023-24 |

### Campeonatos internacionales
| Título   | Equipo              | Sede     | Año  |
| -------- | ------------------- | -------- | ---- |
| Eurocopa | Selección de España | Alemania | 2024 |

### Reconocimientos
| Reconocimiento                                             | Año  |
| ---------------------------------------------------------- | ---- |
| Seleccionado en el Once de Oro del Fútbol Draft            | 2023 |
| MVP de la Final de la Copa del Rey                         | 2024 |
| MVP del partido España vs. Italia de la Eurocopa 2024      | 2024 |
| MVP de la Final de la Eurocopa 2024                        | 2024 |
| Nominado al Balón de Oro: 15.º puesto en la clasificación. | 2024 |

## Vida personal

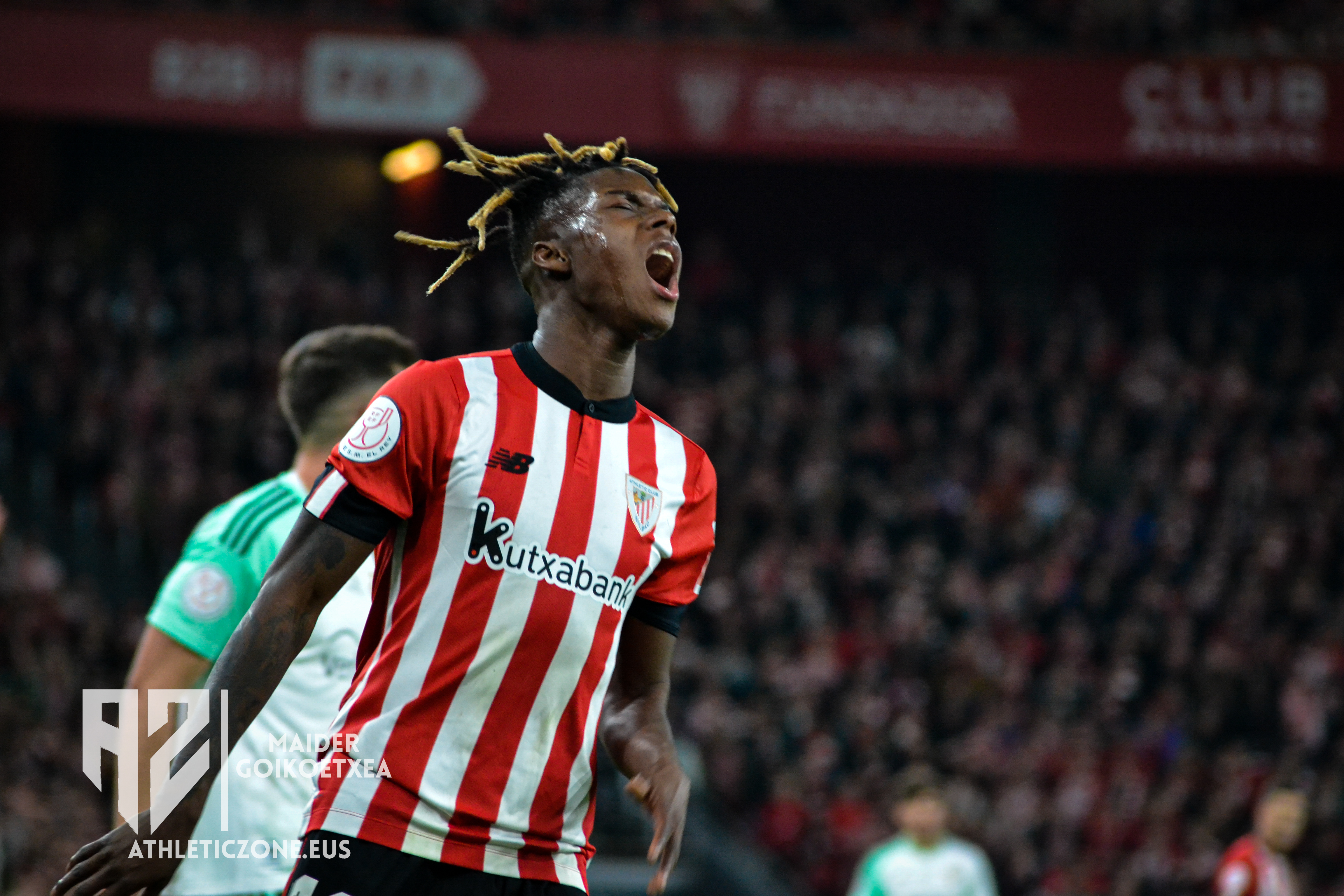
Williams reacciona tras fallar una oportunidad de marcar con el Athletic Bilbao en 2023

Es hermano de Iñaki Williams, también futbolista del Athletic Club. Sus padres habían llegado a España cruzando el desierto del Sáhara, sin comida ni agua, y saltaron la valla de Melilla mientras la madre estaba embarazada de Iñaki. Posteriormente arrestados, llegaron a Bilbao gracias a la ayuda de un sacerdote claretiano, Iñaki Mardones, y de un abogado que nunca quiso revelar su nombre.Nico nació y vivió en Pamplona, donde su familia se había instalado cuando su hermano Iñaki comenzó su etapa escolar, hasta su llegada a la cantera del Athletic Club con once años.

## Filmografía
- Los Williams (2024) dirigida por Raúl de La Fuente.